# Universidade de Uagadugu
A Universidade de Uagadugu (UO), também conhecida como Universidade Joseph Ki-Zerbo (UJKZ), é uma instituição pública de ensino superior localizada em Uagadugu, a capital do Burquina Fasso.
O campus principal da Universidade de Uagadugu está localizado no bairro de Zogona, na parte leste de Uagadugu. A UO oferece uma ampla gama de cursos e programas acadêmicos, incluindo ciências sociais, ciências naturais, humanidades, ciências exatas, tecnologia e outros campos de estudo.

## Histórico
A base da Universidade de Uagadugu surgiu após o acordo de cooperação assinado em Paris em 24 de abril de 1961 entre o Alto Volta e a França. O acordo deu origem ao Instituto Universitário de Técnicas de Ensino (IUTP) e ao Diploma Universitário de Estudos Literários (DUEL). Em 5 de maio de 1969 ocorre a fusão do IUTP com o DUEL para formar o Centro de Ensino Superior de Uagadugu (CESUP).
Até 1974, os programas de bacharelado em letras e literatura do CESUP estavam sob supervisão da Universidade de Abijã; neste ano foram reorganizados e passaram à autonomia na Faculdade Universitária de Letras (CLU), sob jurisdição total do CESUP. Em 1 de abril de 1974 o CESUP foi convertido em Universidade de Uagadugu.
Entre 1975 e 1980 a Universidade de Uagadugu passou por uma forte expansão da oferta de ensino, sendo criado o Instituto de Ciências Matemáticas e Físicas (IMP), a Escola Superior de Ciências Econômicas (ESSEC), a Escola Superior de Direito (ESD), o Instituto Nacional de Formação e Estudos Cinematográficos (INAFEC) e a Escola Superior de Ciências da Saúde (ESSSA).
Até 12 de dezembro de 2007 a Universidade de Uagadugu era a uníca instituição universitária da Região Metropolitana de Uagadugu. Nesta data foi criada a Universidade Thomas Sankara, localizada na comuna de Saaba, a cerca de vinte quilômetros do centro de Uagadugu. A nova instituição, criada para desafogar a Universidade de Uagadugu, passou a funcionar em 15 de julho de 2008 (ainda com o nome provisório "Universidade Uaga II"), recebendo o novo campus em 2020.
Em 2015 a universidade foi nomeada em homenagem a Joseph Ki-Zerbo, um historiador e político burquinense que desempenhou um papel importante na história do país.